# Eilema carbonaria
Eilema carbonaria là một loài bướm đêm thuộc phân họ Arctiinae, họ Erebidae.